# Ethereum
Ethereum je platforma i operacijski sustav. Platforma i operacijski sustav su otvorena koda, javni, zasnovani na blok-lancima i raspodijeljena izračuna s funkcionalnošću pametna ugovora (skriptiranja). Podržava modificiranu inačicu Nakamotova konsenzusa putem tranzicija stanja zasnovanih na transakcijama.
Ether je kriptovaluta čiji blok-lanac generira platforma Ethereum. Ether se može transferirati između računa i koristiti za kompenziranje sudjelujućih rudarskih čvorišta radi izvedenih izračuna. Ethereum proviđuje decentralizirani Turingovom potpunošću virtualni stroj, Ethereum Virtual Machine (Ethereumov virtualni stroj, EVM), koji može izvršiti skripte služeći se međunarodnom mrežom javnih čvorišta. "Gas", unutarnji transakcijski uređaj cjenovanja rabi se radi mitigacije spama i alociranja resursa u mreži.
Softverske licencije pod kojima je su GPLv3, LGPLv3, MIT. Napisan je u programima Gou, C++-u i Rustu. Klijenti su dostupni za operacijske sustave Linux, Windows, macOS, POSIX i Raspbian. Ethereum je pušten u optjecaj 30. srpnja 2015., a zadnje izdanje bilo je 16. listopada 2017. 
Istraživač i programer kriptovaluta Vitalik Buterin predložio je ethereum kasne 2013. godine. Razvitak je financirao preko skupne prodaje koja se održala između srpnja i kolovoza 2014. godine. Sustav je pušten u optjecaj 30. srpnja 2015. s 11,9 milijuna novčića "predrudarenih" za skupnu prodaju. Ovo predstavlja približno 13% ukupne ponude u optjecaju. U 2016, kao posljedica greške u The DAO smart contractu, hackeri su ukrali Ethera u vrijednosti 50 milijuna USD, te je kao rezultat toga, Ethereum hard forkao u dva zasebna blockchaina - nova verzija postala je Ethereum (ETH), gdje je krađa anulirana, a originalni Ethereum nastavio je pod imenom Ethereum Classic (ETC).

## Vanjske poveznice
- (eng.) Službene stranice
- (eng.) Repozitorij